# Melanoplus scudderi
Melanoplus scudderi es una especie de saltamontes perteneciente a la familia Acrididae. Se encuentra en América del Norte.

## Subespecies
Estas tres subespecies pertenecen a la especie Melanoplus scudderi:
- Melanoplus scudderi latus Morse, 1906
- Melanoplus scudderi scudderi (Uhler, 1864)
- Melanoplus scudderi texensis Hart, 1906